# Master of the Rings
| Đánh giá chuyên môn | Đánh giá chuyên môn |
| Nguồn đánh giá      | Nguồn đánh giá      |
| Nguồn               | Đánh giá            |
| ------------------- | ------------------- |
| Allmusic            | [ 1 ]               |
| Sputnikmusic        | [ 2 ]               |

Master of the Rings là album phòng thu thứ sáu của ban nhạc power metal đến từ Đức Helloween, phát hành năm 1994, với sự tham gia của 2 thành viên mới là Andi Deris và Uli Kusch.
Album được coi là một bước ngoặt trong lịch sử của Helloween. Nó đánh dấu sự trở lại chất liệu nhạc power metal đã đem lại thành công cho Helloween trước đây, sau sự thất bại của 'Chameleon (album tồi tệ nhất trong lịch sử của Helloween) với dòng nhạc progressive rock và pop.
Album có 4 single, "Where The Rain Grows", "Mr. Ego (Take Me Down)", "Perfect Gentleman", và "Sole Survivor". Trong 4 single này chỉ có single "Sole Survivor" là không có MV. Single "Mr. Ego" được dành cho vocal cũ của ban nhạc, Michael Kiske, được phát hành như một EP ở châu Âu.
Vocal của Helloween Michael Kiske đã rời ban nhạc sau tour diễn năm 1993 "Chameleon". Sự ra đi của anh là cú sốc lớn với cộng đồng fan của Helloween nói riêng và cộng đồng heavy metal nói chung. Vị trí của Kiske được thay thế bởi Andi Deris, cựu thành viên của Pink Cream 69.
Sau sự cố liên quan đến rượu và ma túy ở Nhật Bản, tay trống và cũng là thành viên sáng lập ban nhạc, Ingo Schwichtenberg, đã bị thay thế bởi Richie Abdel-Nabi, và khi Abdel-Nabi không thể đảm nhận dàn trống để ngỏ của Schwichtenberg, anh đã bị thay thế bởi tay trống đến từ Gamma Ray Uli Kusch. Được mọi thành viên trong ban nhạc gọi là Mr. Smile với nụ cười luôn thường trực, luôn hòa đồng và vui vẻ, tuy nhiên, Schwichtenberg sa ngã vào rượu và ma túy, và mắc chứng tâm thần phân liệt. Biểu hiện của chứng này rõ ràng nhất khi anh ú ớ, thổn thức vô cớ. Tay trống cảm thấy thất vọng với dòng nhạc của ban ("Anh ấy xem ca khúc "Windmill" của "Chameleon" là "Shitmill" ", theo lời kể của Weikath). Ngày 8 tháng 3 nắm 1995, Shwichtenberg đã tự kết liễu đời mình bằng cách nhảy vào đoàn tàu hỏa.
Sau hai album phòng thu thất bại và gây nhiều tranh cãi, Helloween ký hợp đồng với hãng Castle Communications. Với vocal mới và tay trống mới, Helloween, với album "Master Of The Rings", trở thành một trong những album thành công nhất trong lịch sử của Helloween. Album đã bán được 120.000 bản trong 2 tuần tại Nhật Bản.

## Danh sách bài hát
| STT | Nhan đề                              | Sáng tác            | Thời lượng |
| --- | ------------------------------------ | ------------------- | ---------- |
| 1.  | "Irritation (Weik Editude 112 In C)" | Michael Weikath     | 1:14       |
| 2.  | "Sole Survivor"                      | Weikath, Andi Deris | 4:33       |
| 3.  | "Where the Rain Grows"               | Weikath, Deris      | 4:47       |
| 4.  | "Why?"                               | Deris               | 4:11       |
| 5.  | "Mr. Ego (Take Me Down)"             | Roland Grapow       | 7:02       |
| 6.  | "Perfect Gentleman"                  | Deris, Weikath      | 3:53       |
| 7.  | "The Game Is On"                     | Weikath             | 4:40       |
| 8.  | "Secret Alibi"                       | Weikath             | 5:49       |
| 9.  | "Take Me Home"                       | Grapow              | 4:25       |
| 10. | "In the Middle of a Heartbeat"       | Deris, Weikath      | 4:30       |
| 11. | "Still We Go"                        | Grapow              | 5:09       |

| Bonus Track ở Nhật | Bonus Track ở Nhật           | Bonus Track ở Nhật | Bonus Track ở Nhật |
| STT                | Nhan đề                      | Sáng tác           | Thời lượng         |
| ------------------ | ---------------------------- | ------------------ | ------------------ |
| 12.                | "Can't Fight Your Desire"    | Deris              | 3:45               |
| 13.                | "Grapowski's Malmsuite 1001" | Grapow             | 6:33               |

### Danh sách bài hát Disc 2
| STT | Nhan đề                      | Sáng tác                | Thời lượng |
| --- | ---------------------------- | ----------------------- | ---------- |
| 1.  | "Can't Fight Your Desire"    | Deris                   |            |
| 2.  | "Star Invasion"              | Deris, Weikath          | 4:47       |
| 3.  | "Cold Sweat"                 | Phil Lynott, John Sykes | 3:46       |
| 4.  | "Silicon Dreams"             | Markus Grosskopf        | 4:10       |
| 5.  | "Grapowski's Malmsuite 1001" | Grapow                  | 6:33       |
| 6.  | "I Stole Your Love"          | Paul Stanley            | 3:23       |
| 7.  | "Closer to Home"             | Mark Farner             | 8:13       |

- Track 1,2 xuất hiện trong single "Mr. Ego" và "Where The Rain Grows".
- Track 3,4,5 xuất hiện trong single "Perfect Gentleman".
- Track 6,7 xuất hiện trong single "Sole Survivor".

## Sản xuất

### Helloween
- Andi Deris - Hát chính
- Michael Weikath - Guitar
- Roland Grapow - Guitar / Hát trong "Closer to Home"
- Markus Grosskopf - Bass
- Uli Kusch - Trống

### Khác
- George Chin - Photography
- Ian Cooper - Mastering
- Jorn Ellerbrock - Programming
- Tommy Hansen - Producer, Mixing, Programmer
- Michael Tibes - Sound Engineer